# Максим Ферхаген
Максим Ферхаген, Максим Фергаґен (нід. Maxime Jacques Marcel Verhagen; нар. 14 вересня 1956, Маастрихт, Нідерланди) — нідерландський політик. Член партії «Християнсько-демократичний заклик», її лідер від 2010 року. Міністр закордонних справ Нідерландів з 22 лютого 2007 року до 14 жовтня 2010 року, віце-прем'єр та міністр економіки, сільського господарства та інновацій Нідерландів з жовтня 2010 року по листопад 2012 року.

## Життєпис
Народився 14 вересня 1956 року в Маастрихті. Закінчив середню школу «Henric van Veldeke College» в 1975 році. Навчався в Лейденському університеті, де в червні 1986 року отримав ступінь магістра історії. У студентські роки Максим підтримував погляди консервативно-ліберальної партії «Народна партія за свободу і демократію», хоча ще в 1976 році приєднався до Християнсько-демократичного заклику. Лідер Християнсько-демократичного заклику від 2010 р.

## Політичне життя
З 1982 року по 1986 рік Ферхаген працював у міській раді Угстгеста. З 1 травня 1984 року до 1 січня 1987 року був представником партії «Християнсько-демократичний заклик» в Палаті представників, де Ферхаген займався питаннями співробітництва з метою розвитку, а також торговельною політикою та європейськими справами в цілому. Протягом червня 1989 року Максим Ферхаген — член робочої групи з європейських питань закордонного комітету партії. У цей же період Максим Верхаген — член консультативної ради, котра займалась розробкою нової європейської програми партії. З липня 1989 року по січень 1992 року входив до складу Комітету у справах молоді, культури, освіти, ЗМІ та спорту, а з січня 1992 року по липень 1994 року — до Комітету з громадянських свобод і внутрішніх справ. Віце-голова європейської делегації в країнах Африки, Карибського басейну і Тихоокеанського регіону з 1989 по 1994 рр. Член Європейського Парламенту з липня 1989 по липень 1994 рр. З 1992 по 1998 рр. входив до складу ради Фонду Едуардо Фрея. Віце-президент Постійного комітету закордонних справ від 22 вересня 1998 року по листопад 2001 року. Голова Постійної комісії з розвідки та безпеки від 3 вересня 2002 року по 22 лютого 2007 року. Віце-голова Палати представників з 22 січня 2003 року по 20 травня 2003 року. Віце-голова нижньої палати Генеральних штатів від 23 листопада 2006 року по 21 лютого 2007 року .
Коли лідер партії Християнсько-демократичний заклик та парламентський лідер Ян-Петер Балкененде зайняв посаду прем'єр-міністра Нідерландів, Максим Ферхаген став парламентським лідером протягом періоду перебування Балкененде на посту прем'єр-міністра, тобто з 2002 по 2010 рр. Після парламентських виборів 2010 р. Ферхаген став новим парламентським лідером Палати представників. Членом Палати представників він був з 17 червня 2010 р. по 14 жовтня 2010 р. Також після виборів Ферхаген разом із лідером партії «Народна партія за свободу і демократію» Марком Рютте створили правоцентристську коаліцію, яку підтримала Партія Свободи, під керівництвом Герта Вілдерса [3].

З жовтня 2010 року по листопад 2012 року займав посаду віце-прем'єра Нідерландів та міністра економіки, сільського господарства та інновацій. З січня 2013 року Максим Ферхаген є радником міжнародної компанії «VDL Groep» в м. Ейндховені, а також членом наглядової ради «Chemelot Campus» в м. Гелен.

### Міністр закордонних справ
Максим Ферхаген перебував на посаді міністра закордонних справ Нідерландів з 22 лютого 2007 року до 14 жовтня 2010 року. У 2007 р. розробив Стратегію прав людини з питань зовнішньої політики. У Стратегії наголошується на важливості підвищення ролі Нідерландів у міжнародній політиці в галузі прав людини. Також розглядаються такі питання, як ліквідація смертної кари, право на свободу релігії і переконань, права жінок і дітей, а також права гомосексуалів. У 2007 р. Максим Верхаген ухвалив рішення про продовження на 2 роки нідерландської місії в рамках місії ISAF в Урузгані (Афганістан). Виведення нідерландських військ розпочалось 1 серпня 2010 року й завершилось 1 грудня 2010 року. Наступним його кроком на посту міністра закордонних справ стало відправлення військово-морських сил Нідерландів у рамках операції ЄС «Атланта» до берегів Сомалі у 2008 році з метою боротьби з морським піратством. 31 березня 2009 року він був співголовою на міжнародній конференції в Гаазі, де обговорювалось питання про майбутнє Афганістану.

### Нагороди
- Орден Бернардо O'Хігінса (Чилі, Кавалер, 2007)
- Орден Оранських-Нассау (Нідерланди, Офіцер, 7 грудня 2012)